# Fekete-tengeri tűhal
A fekete-tengeri tűhal (Syngnathus abaster) a sugarasúszójú halak (Actinopterygii) osztályának pikóalakúak (Gasterosteiformes) rendjébe, ezen belül a tűhalfélék (Syngnathidae) családjába tartozó faj.

## Előfordulása
A fekete-tengeri tűhal elterjedési területe a sekély, növényekben gazdag parti vizek, lagúnák, a folyók torkolata és alsó folyása a Fekete- és Azovi-tenger térségében, például a Duna, Dnyeszter, Déli-Bug, Dnyeper és Don alsó szakaszai.

## Megjelenése
A hal testhossza 15-18 centiméter, de elérheti a 22 centiméteres hosszúságot is. Vékony, megnyúlt testén csontos bőrpajzsok vannak. 7 sor a törzsön és 4 a faroknyélen. E csontos bőrpajzsok gyűrűbe nőttek össze. 15-17 gyűrű a törzsön, 37-41 a faroknyélen. Orra rövid, csőszerű. Oldalvonala teljes. Zöldesbarna vagy vörhenyesbarna testén világos keresztsávok vannak.

## Életmódja
Területhez ragaszkodó, part menti halfaj. Tápláléka állati plankton, apró rákok és halivadék.

## Szaporodása
Május - augusztusban ívik. A nagy ikrákat a hím kikelésükig a hasoldalán hordja. Az ikrák két bőrráncból képződött költőtáskában fejlődnek ki. Egyévesen válik ivaréretté.